# Veluwe
Veluwe er et skovområde i de centrale områder af Nederlandene, i provinsen Gelderland.
Området ligger mellem byområderne Apeldoorn, Dieren, Arnhem, Wageningen, Ede, Harderwijk, Hattem.
På Veluwe ligger bl.a. områderne Solse Gat og nationalparken Hoge Veluwe.
Store dele af Veluwe består af åse, som er skabt i istiden, og dets højeste punkt er 110 meter. Området er rig på bække og små vandløb, hvoraf nogen er naturlige, nogen kunstigt udgravede. Langs disse bække findes en for Nederlandene særegen natur (planteliv/flora og fauna.)
Meget af skoven på Veluwe er plantet for at holde sanddynerne på plads, og er derfor rig på grantræer, som er blevet fundet velegnet til formålet. Dele af området er også traditionelt anvendt til jagt. Prins Hendrik, gift med dronning Wilhelmina, lod udsætte vildsvin i området. I området forekommer også muflon og muntjac (Muntiacus reevesi), som er introducerede arter i Nederlandene. Ravn er også introduceret til området. Ellers er Veluwe rig på hjorte og diverse fuglearter.

## Udvikling
I nyere tid er man begyndt at forsøge at forbinde naturområderne på Veluwe indbyrdes ved grønne korridorer til et sammenhængende område. På denne måde ønsker man, at isolerede artspopulationer kommer i kontakt med hinanden for derved at fremme genetisk diversitet og derigennem overlevelsesmuligheder.
Man søger også at etablere grønne forbindelser til områder udenfor Veluwe.

## Solse Gat
Solse Gat er et mærkeligt sted på Veluwe, og ligger i skoven mellem Putten, Garderen og Ermelo. Stedet er et enormt hul; tilblivelsen af det er ikke klarlagt.
En mulig teori er, at stedet blev skabt af et enormt stykke smeltende is i istiden. Det er i så fald en pingoruin. En pingo er en klump af is dækket med jord, op til 90 m høj, fremkommet ved at grundvand i permafrostområder presses mod overfladelaget og får dette til at bule op. Da klimatet blev varmere smeltet isklumpen og efterlader et krater eller en indsø.
En anden teori er, at stedet er et eroderet hul i sanddynerne.
Ifølge en gammel legende stod der et kloster på stedet, men munkene opførte sig så dårligt, at hele klosteret forsvandt ned i jordgabet.

## Natura 2000
Veluwe er Natura 2000-område.

## Billedgalleri
- Hedelandskabp.
- Skov i Veluwe.
- Delvis skovklædt duneområde.
- Natura 2000-området Veluwe.

52°08′49″N 5°52′39″Ø / 52.1469°N 5.8776°Ø